# Амані Микола Миколайович
Микола Миколайович Ама́ні (4 квітня 1872, Санкт-Петербург — 17 жовтня 1904, Ялта) — російський композитор і піаніст.

## Біографія
Народився 23 березня [4 квітня] 1872 року в місті Санкт-Петербурзі (нині Росія). Музичне дарування виявив рано, виступивши в концерті як піаніст вже в 11-річному віці. Спочатку брав уроки фортепіано у Миколи Дубасова, а в 1890 році поступив до Санкт-Петербурзької консерваторії в клас професора Федора Штейна, одночасно займався у класі гармонії професора Анатолія Лядова. У 1893 році поступив в клас теорії композиції професора Миколи Римского-Корсакова. Для фортепіано у нього не стало вистачати часу, і він, перейшовши в тому ж році, за смертю Штейна, в клас професора Анни Єсипової, вимушений був його залишити. У 1900 році закінчив консерваторію, ще раніше отримавши премію, як композитор, на конкурсі Санкт-Петербурзького товариства камерної музики за своє смичкове тріо (ре мінор).
Уроки, які йому доводилося давати зважаючи на недолік засобів для життя, і посилені заняття в консерваторії, особливо в останній рік, коли він писав екзаменаційну кантату «Рай і Пері», розхитали його і без того слабкий, схильний до туберкульозу організм. Він відправився до Італії, але спекотний клімат погіршив його здоров'я. У Італії його приймали привітно; фірма «Рікорді» (Мілан) видала три його фортепіанні п'єси.
У 1902 році поселився в Ялті. З часу закінчення консерваторії отримував матеріальну допомогу від мецената Митрофана Беляєва, що видавав в той же час і його твори. Вони виконувалися в симфонічних і камерних концертах в Петербурзі, Москві і інших містах Росії і завжди з успіхом.
Помер у Ялті 4 [17] жовтня 1904 року. Похований в Ялті на Полікурівському меморіалі. Під час німецько-радянської війни пам'ятник на його могилі був зруйнований. У 1979 році на приблизному місці поховання встановлена надгробна плита із полірованого діориту.

## Творчість
Серед творів — кантата «Рай і Пері» (1900), струнне тріо d-moll (1900), фортепіанні твори, у тому числі Тема з варіаціями «As-dur», сюїта, збірки п'єс (видані у 1901 році); хори a cappella, у тому числі «Хилить до ліні» (премія  від Московського російського хорового товариства за 1903 рік); романси  на слова Олексія Апухтіна, Івана Нікітіна, Олексія Толстого, Афанасія Фета та інших.
У останні два роки свого життя написав ювілейну кантату на честь Михайла Глінки, виконану в Ялті вже після його смерті. 